# Ida Alstad
Ida Alstad (Trondheim, 1985. június 13. –) olimpiai, világ- és Európa-bajnok, norvég válogatott kézilabdázó, balátlövő, karrierje során a Byasen HE csapatánál játszott a legtöbbet, mielőtt visszavonult volna, ezért a klub visszavonultatta Alstad 11-es mezszámát. Pályafutása alatt megfordult még többek között a TTH Holstebro, a FC Midtjylland, valamint kölcsönjátékosként a Győri Audi ETO KC csapatánál is.

## Pályafutása

### Klubcsapatokban
Alstad gyermekkora óta a Byasen HE csapatában nevelkedett, ahol később bemutatkozott a norvég élvonalban. A 2006-07-es szezonban EHF-kupagyőztesek Európa-kupája-döntőt játszott csapatával. 2013 nyarától a dán első osztályú Tvis Holstebro játékosa lett. A 2014-15-ös szezon előtt a bajnoki rivális Midtjylland Håndboldhoz igazolt. 2014-ben dán kupát, 2015-ben bajnoki címet és Kupagyőztesek Európa-kupáját nyert a klub játékosaként. 2014 decemberében a dán kupadöntőben achilles-ín szakadást szenvedett, ezért a 2014-15-ös idény második felét ki kellett hagynia.  2015 nyarán visszatért a Byasenhez. 2016 januárjában a magyar Győri ETO játékosa lett. Bajnokok Ligája ezüstérmes lett a Rába-parti csapattal, valamint magyar bajnok és kupagyőztes. 2016 nyarán visszatért a Byåsen IL-be. 2017 nyarán gyermeket várt, ezért szüneteltette pályafutását.

### A válogatottban
A norvég válogatottban 2009-ben mutatkozott be. Abban az évben világbajnoki bronzérmes lett. 2010-ben Európa-bajnok, 2011-ben világbajnok lett, 2012-ben olimpiai bajnoki címet nyert Londonban. 2014-ben második Európa-bajnoki címét ünnepelte, 2016-ban az olimpián bronzérmes lett.

## Sikerei, díjai
- Olimpia:
  - Győztes: 2012
  - Bronzérmes: 2016
- Világbajnokság:
  - Győztes: 2011, 2015
  - Bronzérmes: 2009
- Európa-bajnokság:
  - Győztes: 2010, 2014
  - Ezüstérmes: 2012
- Bajnokok Ligája:
  - Döntős: 2015-2016
- EHF-kupagyőztesek Európa-kupája:
  - Győztes: 2014-2015
  - Döntős: 2006-2007
- Magyar bajnokság:
  - Győztes: 2015/2016
- Norvég kupa:
  - Győztes: 2007
  - Döntős: 2006, 2008, 2009
- Dán kupa:
  - Győztes: 2014
- Magyar Kupa:
  - Győztes: 2016